# Chivatá
Chivatá  est une municipalité située dans le département de Boyacá, en Colombie.